# Paolo Salvati

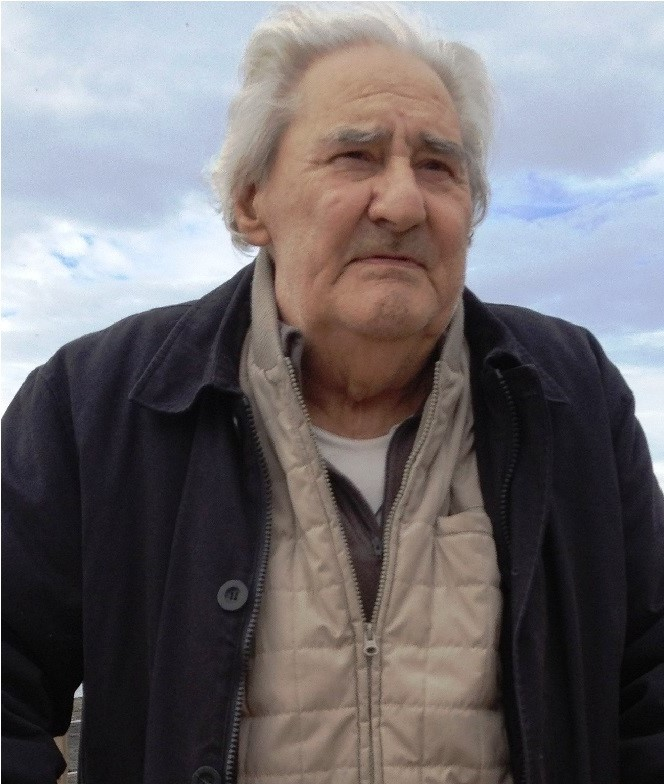
Paolo Salvati, 2012

Paolo Salvati (* 22. Februar 1939 in Rom; † 24. Juni 2014 ebenda) war ein italienischer Maler. Er war ein expressionistischer Maler, der es als seine künstlerische Rolle verstand, die Moderne zusammen mit der alten Kunst zu leben. Seine Vorbilder waren William Turner, Claude Monet, Vincent van Gogh, Henri de Toulouse-Lautrec.

## Leben und Werk
Von 1967 bis 1969 stellte er eine Werkreihe Öl auf Leinwand in Cagliari, Oristano, Bosa, Ghilarza und Paulilatino aus. Von 1970 an nahm er an der Schau der plastischen und figürlichen Kunst von Trinità dei Monti und Galleria Alberto Sordi (ehemalige Galleria Colonna) in Rom teil. Er malte Themen, die von Phantasie inspiriert sind, wie „Pietra Blu“ (1973 und 1974), „i Sogni di Primavera d'Alta Montagna“ (1974) und „d’Estate“ (1975), „Alberi Blu“ (1980), „la Montagna Gialla“ (1991). Im Anschluss schuf er eine Werkreihe Landschaften, Meeresansichten, Porträts betitelt „Fronde Rosse“ (1993, 1994 und 2000).
Er benutzte die Techniken Öl auf Leinwand, Tempera, Pastell, Acryl und  stellte persönlich Leinwände und Rahmen her, die für seine Werke verwendet wurden. Er arbeitete zwischen 1973 und 1993 als Miniaturmaler auf der Piazza Navona in Rom. Er malte Öl auf Holz-Miniaturen, die römische Monumente und Fantasielandschaften zeigen. Seit 1977 arbeitete er nur als Portraitmaler; er benutzte Pastellfarben auf Papier und malte in den folgenden Jahren zahlreiche Porträts, auch Öl auf Leinwand. Er wurde Experte in der Planung und Umsetzung von Holzrahmen und entwickelte Kaltklebe-Techniken zur Anwendung von Gold- und Silberfolien. Er liebt Musik für Konzertgitarre; aus Leidenschaft versuchte er sich im Geigenbau.
Ihn verbindet eine enge Freundschaft mit den Malern Gabriele Patriarca und Rinaldo Caressa, dem Maler und Bildhauer Roberto Venturoni sowie dem Maler, Dichter und Schauspieler Alessandro Sbardella, mit denen er manche Ausstellungen zusammen machte, wie „100 pittori di via Margutta“ und Veranstaltungen improvisierter Malerei.
Zwischen November 2000 und Januar 2001 präsentierte er zuerst eine persönliche Ausstellung in der Galerie „Gesù e Maria“ in der Via del Corso in Rom. Anschließend nahm er an der Malerei- und Skulpturenausstellung „Accadimenti Giubilari nel tempo e nell'attualità“ teil, die organisiert war, um den Abschluss des Jubiläumsjahres zu feiern. Im Jahr 2006 traf er den Kritiker Andrea De Liberi und seine Biografie erschien in den Kulturnachrichten des Europäischen Instituts für Umwelt- und Kulturpolitik. Im Juli 2009 traf er in Trani, Apulien den Kunstkritiker Paolo Levi, damals künstlerischer Direktor von „Catalogo dell'Arte Moderna Giorgio Mondadori“. Er nahm an der Biennale zur zeitgenössischen Kunst, organisiert von der Giuseppe De Nittis Stiftung, im Castello Svevo teil.
Während der Testfahrten und im Wettbewerb am 20. und 21. Oktober 2012 fuhr der Pilot Andrea Palma im nationalen Autodrom von Monza mit einer Replik einer Darstellung von Salvati: ein Farbdruck auf der Kühlerhaube des Ferrari 430.

## Auszeichnungen
Im Dezember 1996 erhielt Paolo Salvati in Rom den Preis ArtItalia in der Galerie „L’Agostiniana“ bei der Veranstaltung „Zeitgenössische Kunst“, wo er das Gemälde von 1996 „Scogliera in Notturno“ (50 × 60, Öl auf Leinwand) ausstellte.
Ihm wurde im August 2000 der erste Preis auf der IV. Veranstaltung des Wettbewerbs „Zeitgenössische Kunst“ der Gemeinde Anticoli Corrado für das Gemälde „Le Stalle“ (50 × 60, Öl auf Leinwand) verliehen.
Am 13. Dezember 2005 erhielt er die Ehrenbürgerschaft der Region Latium.
Am 27. Dezember 2012 wurde er auf Vorschlag des Ministerratspräsidiums zum Cavaliere des Verdienstordens der Italienischen Republik ernannt.

## Veröffentlichungen
- Catalogo dell’Arte Moderna n°45, in: Paolo Levi, Daniela Brignone, Mario Guderzo, Lea Mattarella: Gli Astisti Italiani dal Primo Novecento ad Oggi., Giorgio Mondadori, Milano  2009, S. 176–358, ISBN 978-88-6052-245-0.
- Catalogo dell’Arte Moderna n°46, in: Paolo Levi, Daniela Brignone, Mario Guderzo, Lea Mattarella: Gli Astisti Italiani dal Primo Novecento ad Oggi. Giorgio Mondadori, Milano  2010, S. 192–352-353, ISBN 978-88-6052-321-1.
- Catalogo dell’Arte Moderna n°47, in: Paolo Levi, Daniela Brignone, Mario Guderzo, Lea Mattarella: Gli Astisti Italiani dal Primo Novecento ad Oggi. Giorgio Mondadori, Milano  2011, S. 192–379, ISBN 978-88-6052-389-1.
- Catalogo dell’Arte Moderna n°48, in: Paolo Levi, Giovani Faccenda, Daniela Brignone, Mario Guderzo, Lea Mattarella: Gli Astisti Italiani dal Primo Novecento ad Oggi. Giorgio Mondadori, Milano  2012, S. 27–392-401-402-403-404, ISBN 978-88-6052-459-1.
- Catalogo dell’Arte Moderna n°49, in: Giovani Faccenda, Daniela Brignone, Mario Guderzo, Lea Mattarella, Giulia Sillato: Gli Astisti Italiani dal Primo Novecento ad Oggi. Giorgio Mondadori, Milano  2013, S. 17–367, ISBN 978-88-6052-515-4.